# ダイヤモンドダストが降った夜
『ダイヤモンドダストが降った夜』（ダイヤモンドダストがふったよる）は、2005年11月16日にユニバーサルミュージック / アイランド・レコードから発売された、ROSSO初のライブ・アルバム。

## 解説
アルバム『Dirty Karat』発売後のツアー、夏フェスでのテイクから厳選して収録したライブ・アルバム。ディスコグラフィーには『alive album』と表されている。
10000枚限定Limited BOXと通常盤の2形態での発売。限定盤はアナログサイズのBOX（シリアルナンバー入）にCD・56Pライブフォトブック・スタジオ未録音曲「BORSALINO」を収録したボーナスCDが封入される。

## 収録曲
1. サキソフォン・ベイビー (4:16)
2. アウトサイダー (5:20)
3. WALL (5:00)
  - 本作発売時はまだスタジオ未録音であった。
  - 後に3rdアルバム『Emissions』に収録。
4. バニラ (5:24)
5. シリウス (5:07)
6. Sweet Jimi (6:50)
7. ミッドナイト・コンドル' (4:41)
8. 1000のタンバリン (5:45)
9. CHAD IN HELL (9:43)
10. カリプソ・ベイビー (4:39)
11. 動物パーティー (4:33)
12. さよならサリー (7:53)
13. シャロン (6:26)

### 初回特典 Bonus CD
1. BORSALINO (8:02)
スタジオ未録音曲。このボーナスCDにのみ収録。